# Cimetière ancien de Rueil-Malmaison
Le cimetière ancien de Rueil-Malmaison est un cimetière situé à Rueil-Malmaison dans les Hauts-de-Seine près de Paris. Un certain nombre de ses tombes font l'objet d'un inventaire au patrimoine historique, comme celle des trois enfants morganatiques de la reine exilée Marie-Christine d'Espagne, surplombée par une statue.

## Historique

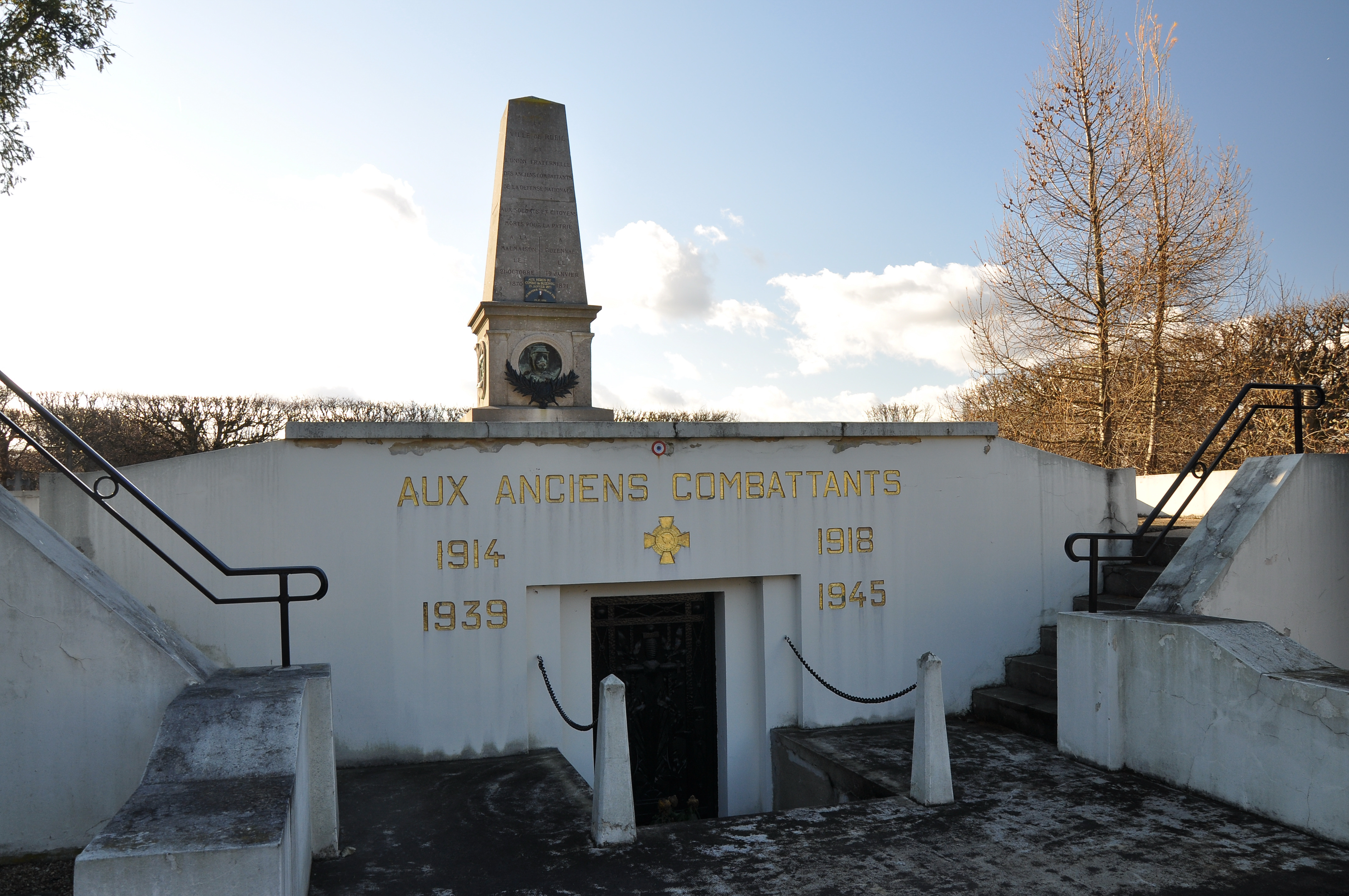
Le monument aux morts des deux guerres mondiales, surplombé de celui de la guerre de 1870.

La paroisse disposait d'un cimetière autour de l'église Saint-Pierre-Saint-Paul qui a été transféré en dehors du village en 1793. Un nouveau cimetière est ouvert en 1837, qui est devenu le cimetière « ancien » de Rueil-Malmaison, depuis l'ouverture d'un nouveau cimetière à Buzenval. Il a été agrandi jusqu'à ses limites actuelles en 1862.
Le 20 juin 1886, devant une foule, est inauguré un monument commémoratif de la guerre franco-prussienne de 1870-1871, la première et la seconde bataille de Buzenval ayant eu lieu sur le territoire de la commune. Il s'agit d'un massif obélisque de granit bleu de 4,50 mètres de hauteur réalisé par l'architecte Albert Julien, 2e grand prix de Rome, en hommage « aux soldats et citoyens morts pour la patrie à la Malmaison le 21 octobre 1870 et à Buzenval le 19 janvier 1871 ». Sur les quatre faces du socle sont installés des médaillons en bronze, œuvre du sculpteur Antide Péchiné. Le maire Louis Hervet est à l'origine de la souscription ayant permis l'érection du monument. Il domine un tertre gazonné autour duquel, sur 50 m2, quelque 500 soldats furent enterrés en 1876, regroupant les corps que les Prussiens avaient cinq ans plus tôt inhumé dans 45 fosses communes disséminées sur les champs de bataille.

## Personnalités inhumées
- Pierre-Antoine Alcover (1893-1957), acteur. Il repose auprès de son épouse Gabrielle Colonna-Romano
- Gabrielle Colonna-Romano, née Dreyfus (1888-1981), comédienne sociétaire de la Comédie-Française
- Amédée Dufaure (1851-1915), parlementaire
- Julien Duvivier (1896-1967), réalisateur (division 13)
- Jacques Faizant (1918-2006), dessinateur
- Charles Gobin (-1907), auteur dramatique, artiste du théâtre du Palais-Royal
- Jules Guérin (1882-1932), peintre
- Pierre Guillaume (1925-2002), connu également sous les noms de « commandant Guillaume » et « Crabe-Tambour »
- Lucien Jerphagnon (1921-2011), spécialiste de la philosophie grecque et romaine
- Jules, Auguste Louis (1827-1923), général de brigade, ancien élève de l'École polytechnique, héros de la guerre de 1870.
- Pierre Patout (1879-1965), architecte
- Marcel Pourtout (1894-1979), fondateur de la carrosserie Pourtout et maire de Rueil
- Léon Vannier (1880-1963), homéopathe
- Noël Varin (1784-1867), général des guerres napoléoniennes, notamment en Égypte
- Agustín, duc de Tarancón (1837-1855), Juan, comte du Recuerdo (1844-1863), José, comte de García (1846-1863), enfants morganatiques de la reine exilée Marie-Christine d'Espagne (division 2)

## Galerie de photographies

Illustrations
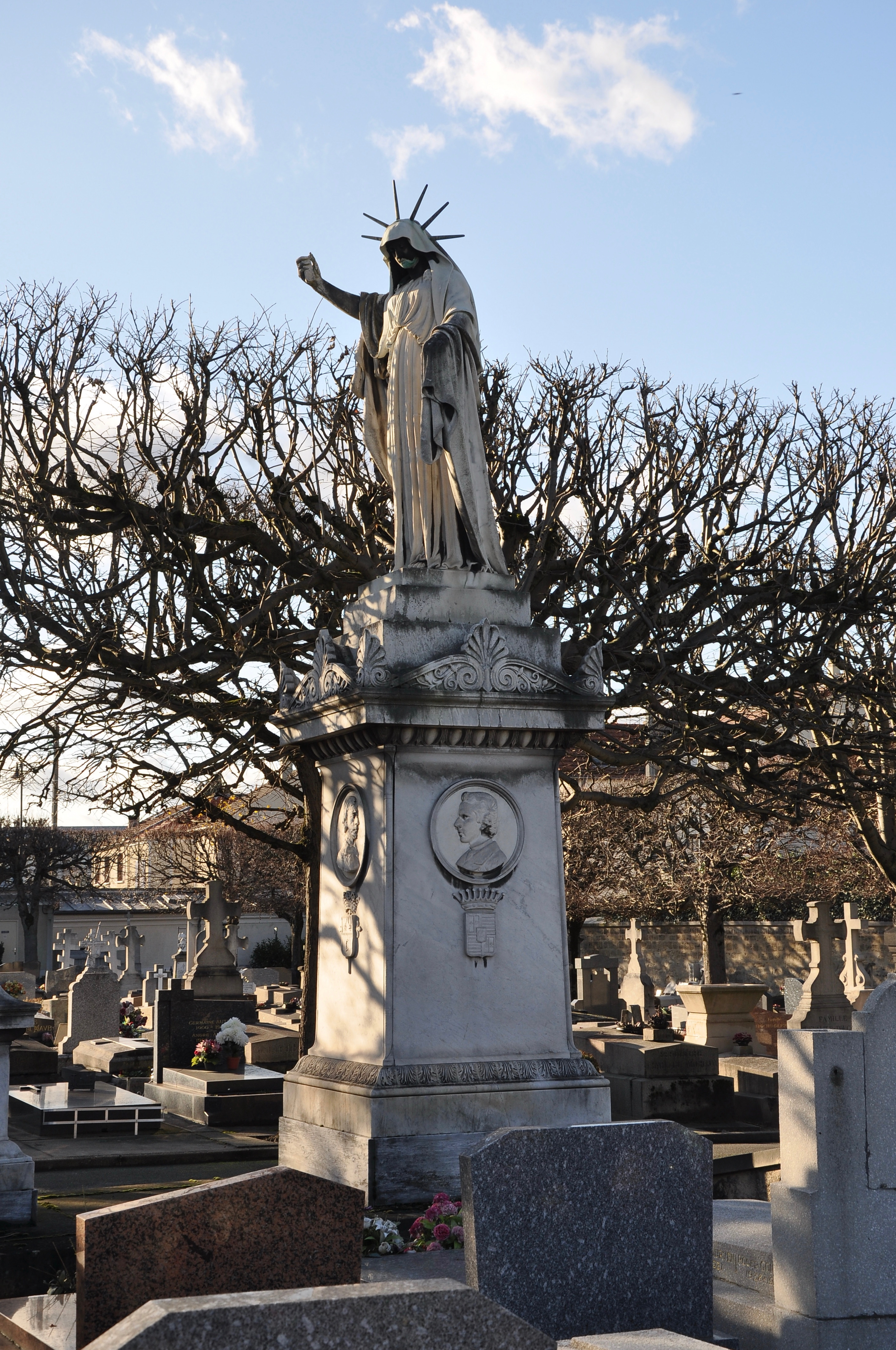
Monument (1866) des trois enfants de la reine Marie-Christine qui vécurent à la Malmaison.
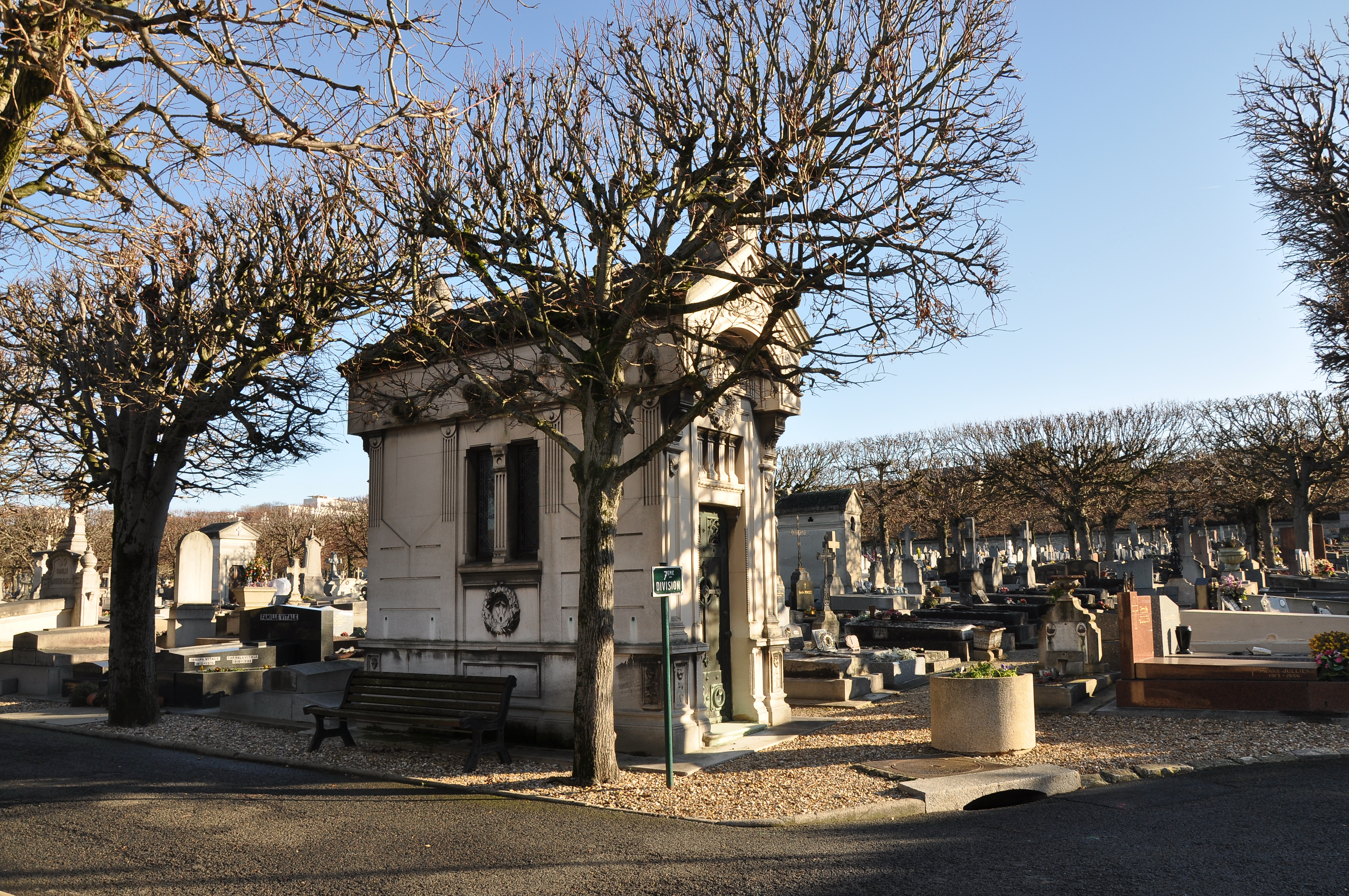
Chapelle funéraire de la famille Lambert, inscrite à l'inventaire.
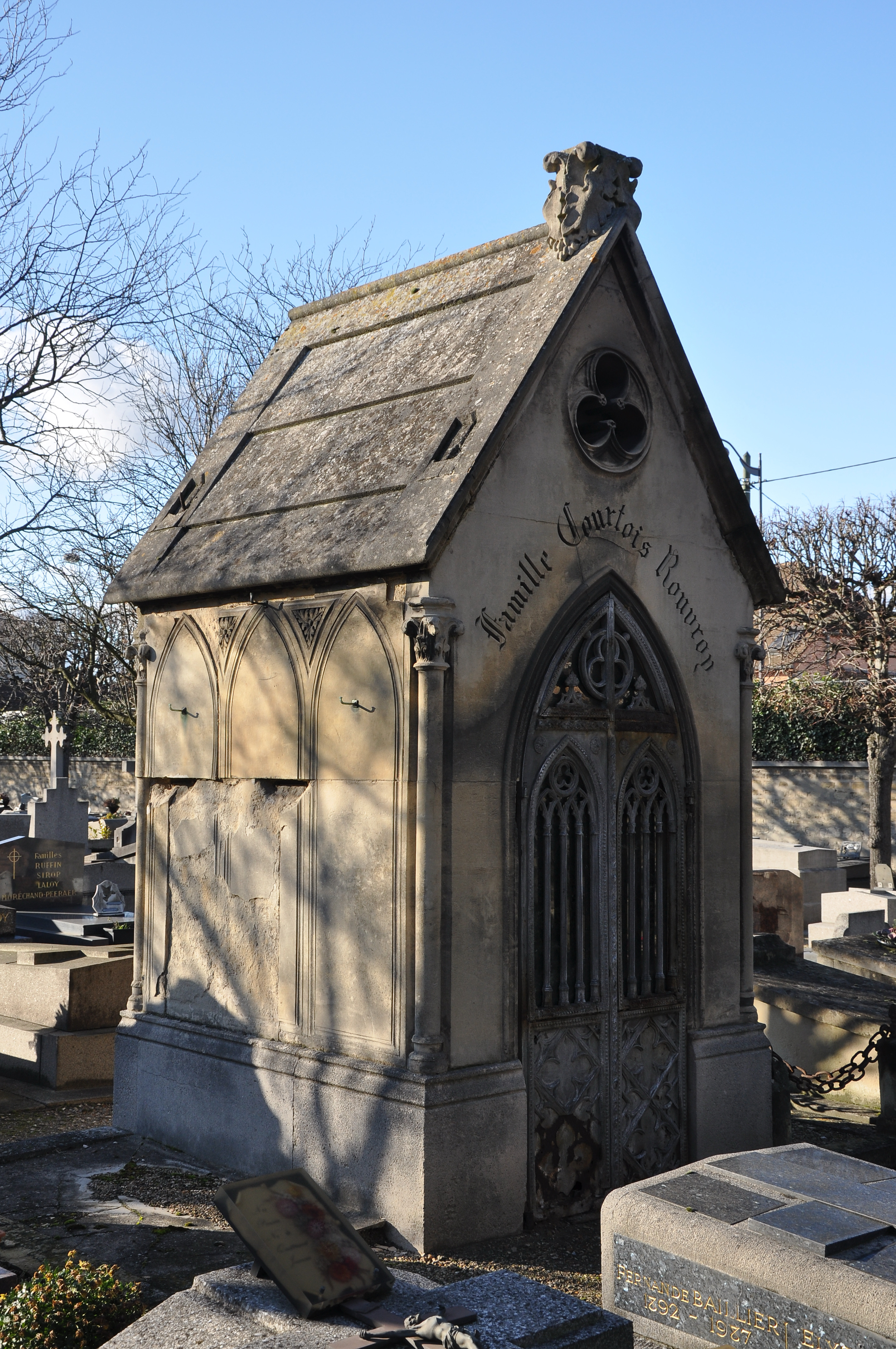
Chapelle funéraire de la famille Courtois-Rouvray (fin XIXe siècle néogothique), inscrite à l'inventaire.
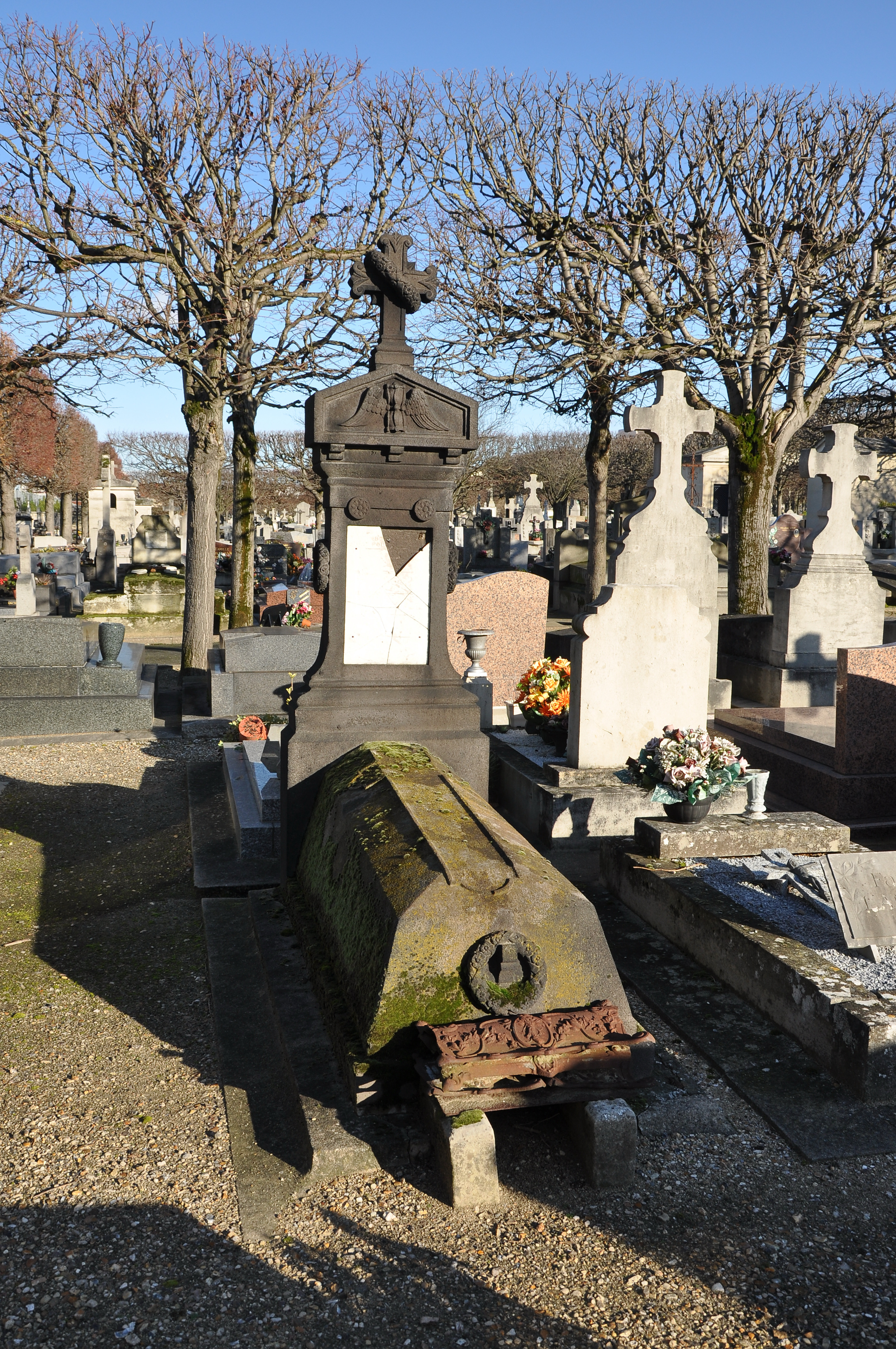
Tombeau inconnu (XIXe), inscrit à l'inventaire.
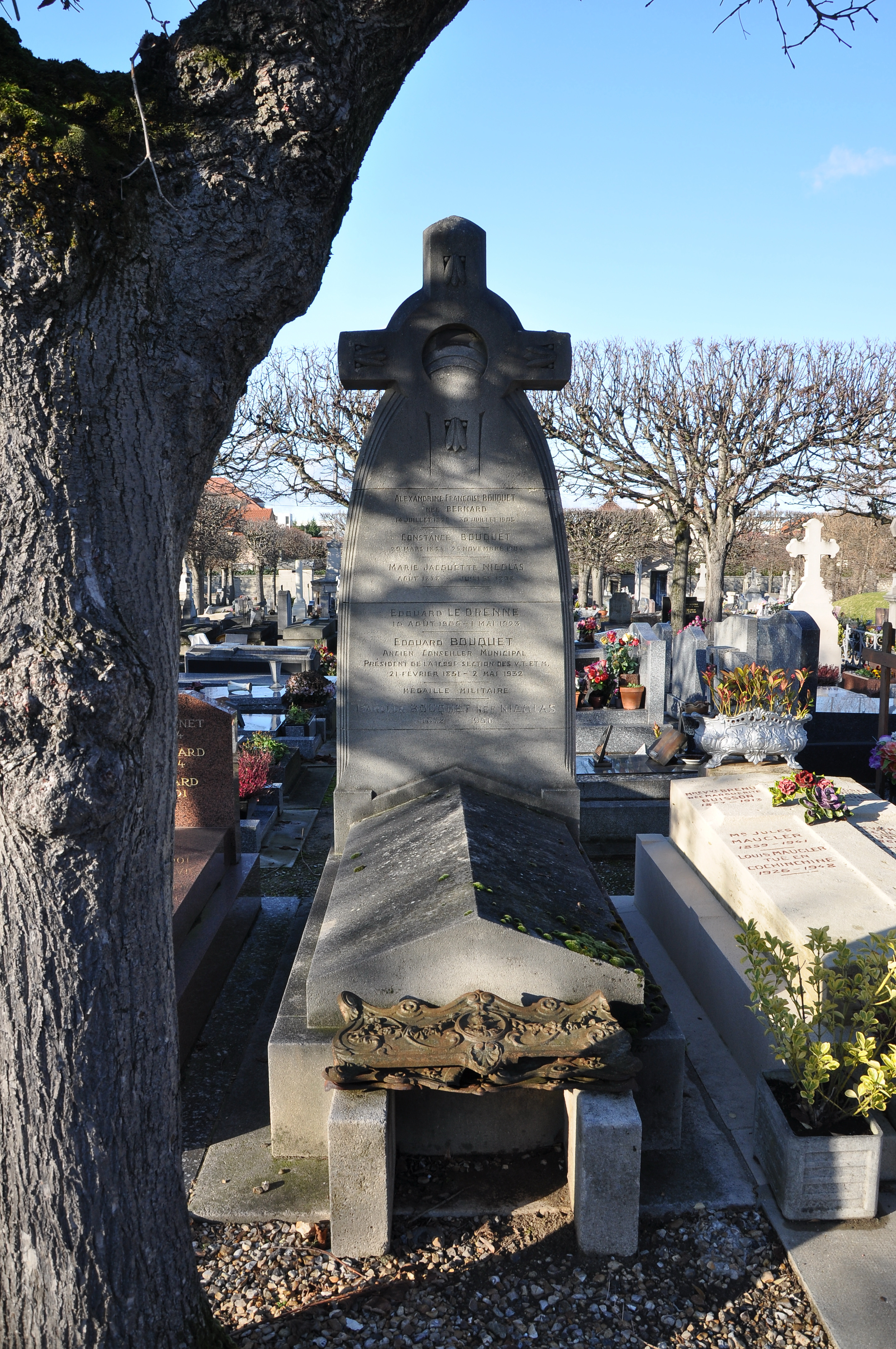
Tombeau de la famille Bouquet (1932), inscrit à l'inventaire.
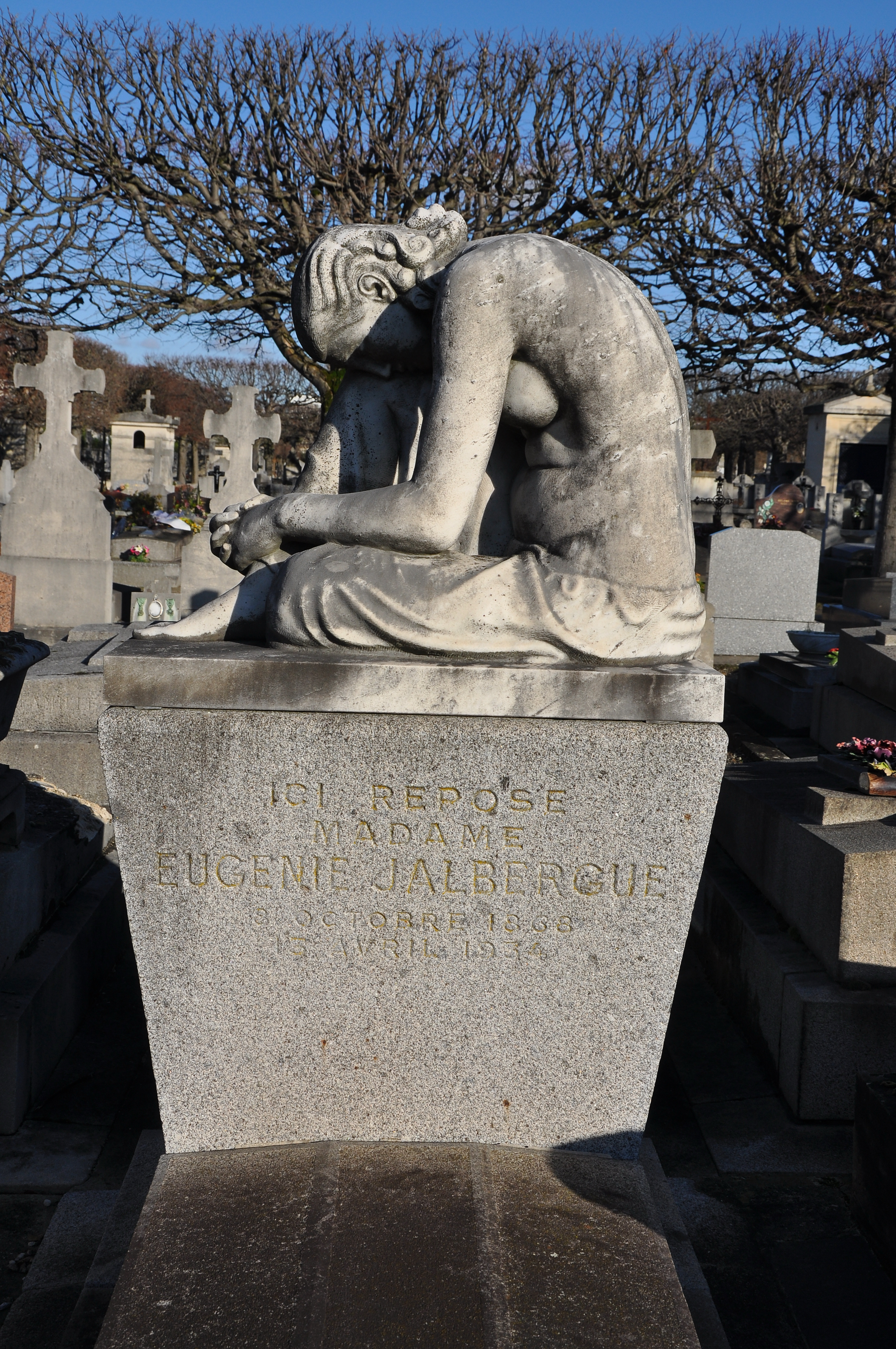
La Pleureuse, sculpture de Paul Hamann (1932) sur la tombe de Mme Jalabergue, inscrite à l'inventaire.
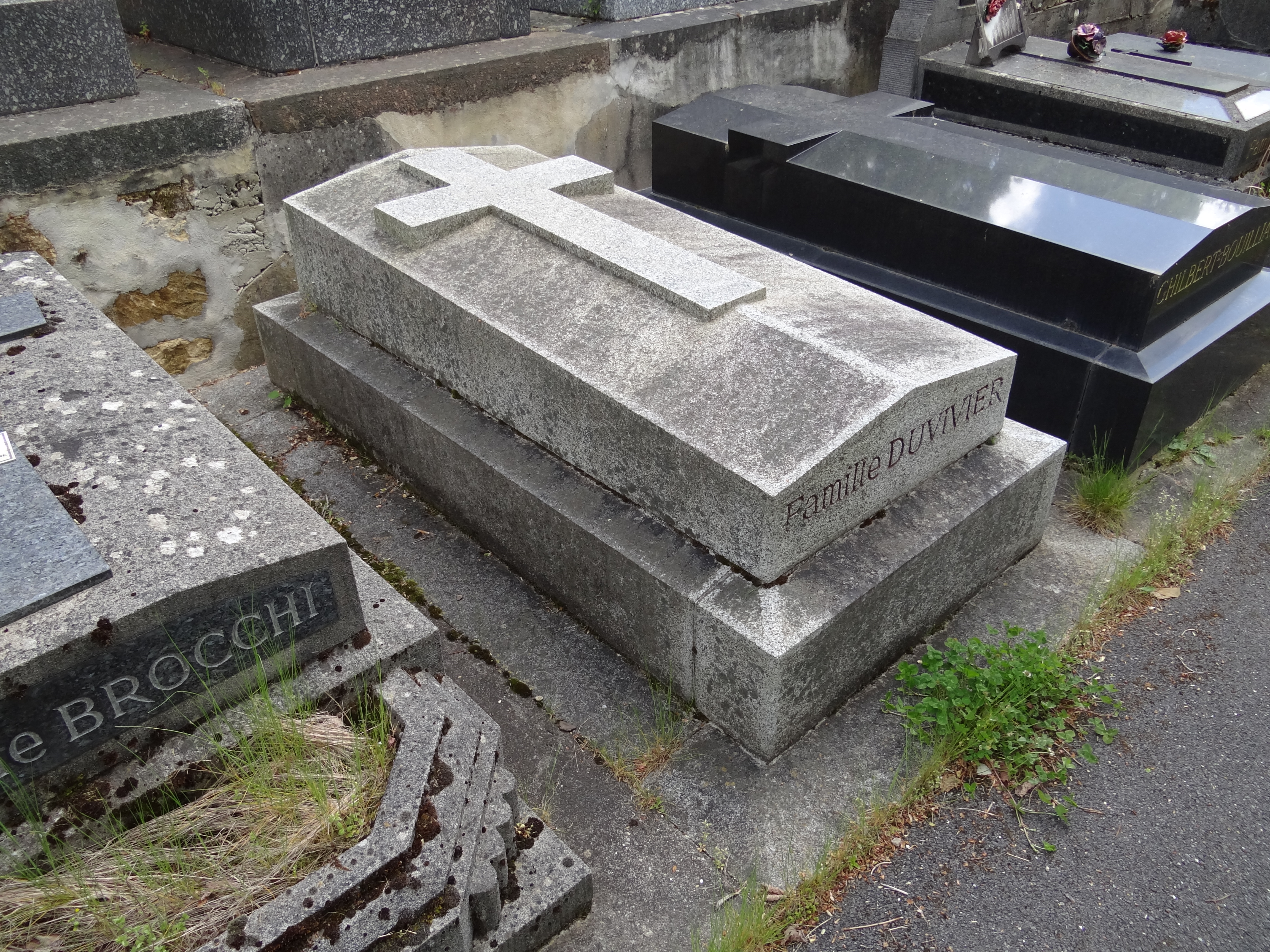
Tombe de Julien Duvivier.